# Guerlédan
Guerlédan é uma comuna francesa na região administrativa da Bretanha, no departamento de Côtes-d'Armor. Estende-se por uma área de 47.75 km². Em 2010 a comuna tinha 2 508 habitantes (densidade: 52,5 hab./km²).
Foi criada em 1 de janeiro de 2019, após a fusão das antigas comunas de Mûr-de-Bretagne (sede) e Saint-Guen.